# روبر فیش (بازیکن فوتبال)
روبر فیش (انگلیسی: Robert Fish؛ 26 May 1871 – ۱۹۴۴ (۷۲−۷۳ سال)) بازیکن فوتبال بود.
از باشگاه‌هایی که در آن بازی کرده‌است می‌توان به باشگاه فوتبال چورلی اشاره کرد.